# アメリカンファラオ
- アメリカンファラオ
- アメリカンフェイロー

アメリカンファラオもしくはアメリカンフェイロー（American Pharoah、2012年2月2日 - ）は、アメリカ合衆国の競走馬・種牡馬。
2015年に37年ぶりとなるアメリカクラシック三冠を達成した。
主な勝ち鞍は2014年のデルマーフューチュリティ、フロントランナーステークス、2015年のアーカンソーダービー、ケンタッキーダービー、プリークネスステークス、ベルモントステークス、ハスケル招待ステークス、ブリーダーズカップクラシック。

## 経歴
アメリカンファラオは、オーナーでもあり、Zayat Stables LLCのCEOを務めるアーメド・ザヤット（Ahmed Zayat）により生産された。父のパイオニアオブザナイル（Pioneerof the Nile）にとっては2世代目、母のリトルプリンセスエマ（Littleprincessemma）にとっては2頭目の産駒である。
2013年の8月にはTaylor Made Sales Agencyに引き渡されファシグ・ティプトン・サラトガセールに出品されたが、ザヤットの代理人により30万ドルで買い戻された。
2014年の春には、ザヤットの所有馬としてボブ・バファート（Bob Baffert）厩舎に入厩した。アメリカンファラオは歩様が他馬より滑らかでストライドが長く、バファートも「彼のような動きをする馬を管理したことが無い」とコメントしている。

### 名前
名の由来であるが、これは父がパイオニアオブザナイル、母父がヤンキージェントルマン（Yankee Gentleman）であることとオーナーがアメリカ在住のエジプト人であることから付けられた。なお、古代エジプトの王・ファラオの綴りは"Pharaoh"であるが、電子登録の際に間違えたため本馬は"American Pharoah"となっている。そのため日本語媒体では馬名を「アメリカンフェイロア」としている例もある。

「アメリカンフェイロー」と表記されることも多いが、これは"Pharaoh"の英語読みの一つであり（[ˈfeɪ.roʊ]）、綴りの間違いや表記揺れとは関係がない。

## 競走馬時代

アメリカンファラオのオーナーであるザヤットステーブルの勝負服

### 2歳（2014年）
アメリカンファラオは、2014年の8月2日に、デルマー競馬場のオールウェザー（ポリトラック）6.5ハロンのメイドン（Maiden）で鞍上にマーティン・ガルシアを迎えてデビューした。9頭立てのこの競走で、アメリカンファラオは勝ち馬から9馬身以上離された5着に敗れた
デビュー戦での敗戦にもかかわらず、次走には9月4日に行われたG1・デルマーフューチュリティ（オールウェザー7ハロン）が選ばれ、単勝2番人気に支持された。なお、この競走からビクター・エスピノーザが手綱を取っている。また、前走ではブリンカーを着用していたがバファートはこれが合っていなかったと考え、遮眼部分を除いた上で耳の部分に綿を詰めてこの競走に挑んだ。スタートから先頭に立ったアメリカンファラオは、2着に4馬身3/4差をつけて優勝、初勝利を挙げた。
続いて、9月27日にサンタアニタ競馬場で行われたG1競走、フロントランナーステークス（ダート8.5ハロン）に出走、前回のレースと同様に逃げ切り勝ちを収めた。
次走にはブリーダーズカップ・ジュヴェナイルを予定していたが、 左前脚の故障により回避した。しかし、エクリプス賞では、ブリーダーズカップ・ジュヴェナイル勝ち馬で上記のフロントランナーステークスでは3着で入線したテキサスレッド（Texas Red）を抑えて最優秀2歳牡馬に選出された。

### 3歳（2015年）
3歳初戦は、3月14日にオークローンパーク競馬場のG2、レベルステークスに出走した。このレースでアメリカンファラオには他馬より2ポンド（約0.9キログラム）以上重い119ポンド（約54.0キログラム）の重量が課されたが、単勝1.4倍の支持に応え、6馬身4分の1差で勝利した。
次走には、同じオークローンパーク競馬場で4月11日に開催されたG1、アーカンソーダービー（ダート8ハロン）に出走した。8頭での競走で単勝1.1倍の圧倒的な1番人気に推されたアメリカンファラオは、ここでも8馬身差の圧勝を飾った。
5月2日、アメリカンファラオはアメリカ三冠の1戦目・ケンタッキーダービー（ダート10ハロン）に出走。出走馬18頭となったこの競走は、単勝の1番人気がアメリカンファラオ（3.9倍）で、以下G1・サンタアニタダービーなど6戦無敗のドルトムント（Dortmund）、BCジュヴェナイル2着馬でG1・ブルーグラスステークスなどに勝利したカープディーム（Carpe Diem）、G3・サンランドダービーの勝ち馬で、5戦2勝2着3回と安定した成績を残してきたファイアリングライン（Firing Line）と続いた。レースは序盤からドルトムントが逃げ、その後にファイアリングライン、アメリカンファラオの順に進む。他馬も向こう正面までは後ろを追走していたが、第3コーナーからこの3頭が引き離しにかかる。最後の直線では、最内にドルトムント、その外にファイアリングライン、一番外にアメリカンファラオが並び叩き合う。まずドルトムントが脱落し、その後抜け出したアメリカンファラオが2着のファイアリングラインに1馬身の差をつけて優勝した。エスピノーザは、「初めて騎乗したときから、彼はずっと特別な馬だ」「彼は多くの才能を持っており、信じられない馬だ」と述べた。なお、エスピノーザはレース中にムチで32回アメリカンファラオを打っているように見え、使用が多過ぎるのではないかと審査が行われた。その結果チャーチルダウンズ競馬場の裁決委員は、「何度も何度もリプレイを見直したが、問題となるようなことは無かった」との見解を示した。またバファートは、「エスピノーザは（馬体ではなく）ゼッケンの上から打っていた」と述べた。
ケンタッキーダービーの2週間後の5月16日に、アメリカンファラオはアメリカ三冠の2戦目、プリークネスステークス（ダート9.5ハロン）に出走、単勝1.9倍の1番人気に支持された。発走の直前には雷を伴う激しい雨に見舞われ、1983年以来となる不良馬場での競走となった。レースでは、1番枠から出走したアメリカンファラオがスタート後のホームストレッチで先頭に立ち、後続を離して逃げていく。第3コーナーから第4コーナーにかけてドルトムントら後続も差を詰めにかかるがアメリカンファラオは先頭を譲らない。直線に入ると後続を引き離す一方で、エスピノーザはムチを使うことなく7馬身差をつけて優勝、二冠を達成した。エスピノーザにとっては、前年のカリフォルニアクローム（California Chrome）に続き2年連続でのケンタッキーダービー・プリークネスステークス制覇となった。また、バファートにとってはアメリカ三冠の最初の二冠を制したのは過去19年で4度目である。この競走の後に、ザヤットはアメリカンファラオの種牡馬としての権利をクールモアグループに売却し、2015年終了後にアシュフォードスタッドで種牡馬入りすることを発表した（しかし、この譲渡交渉は2014年の間に既に成立していたとされている）。

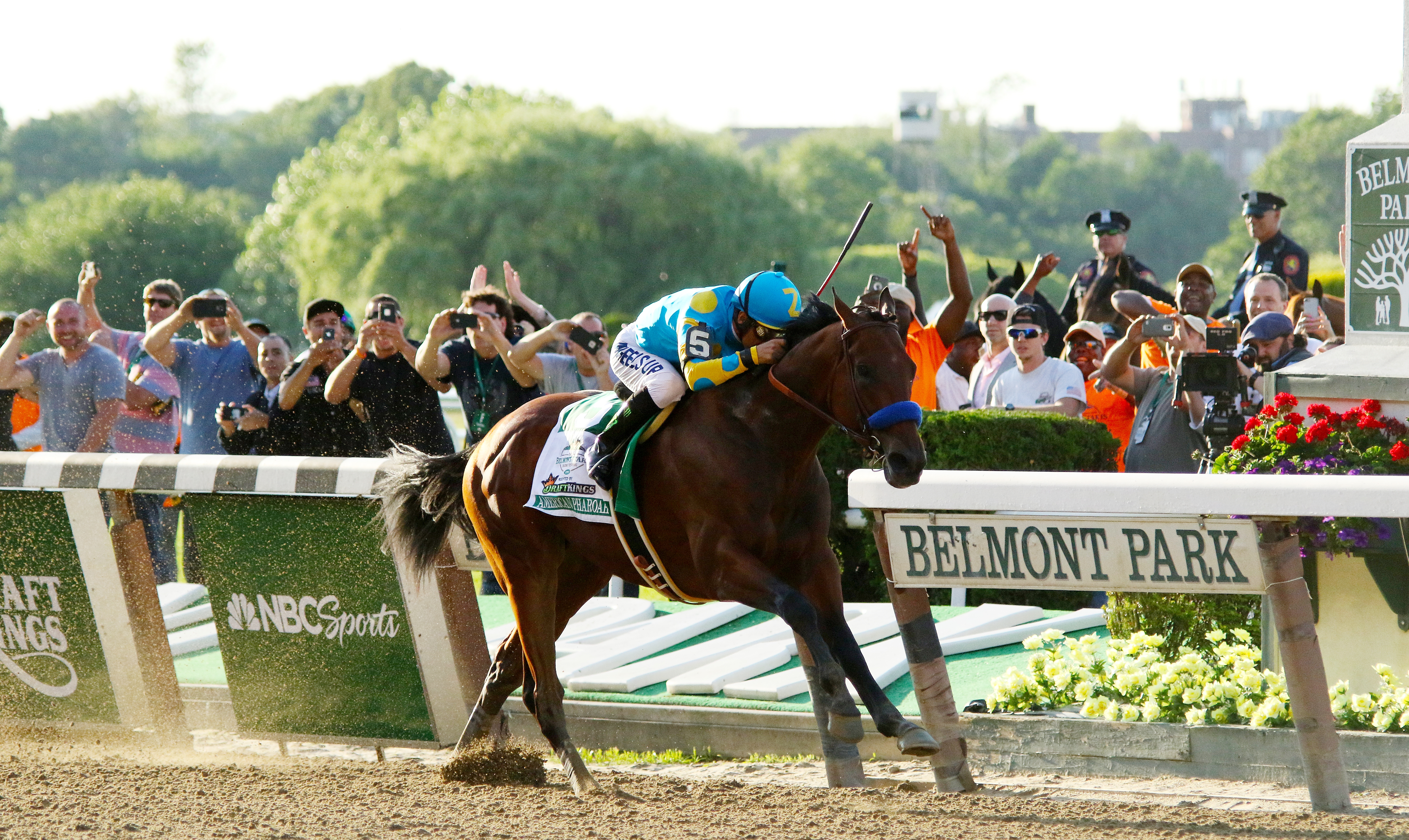
2015年のベルモントステークスにおけるアメリカンファラオ

ベルモントステークスに向け、バファートはアメリカンファラオを自らの厩舎があるチャーチルダウンズ競馬場で調教して競走直前の火曜日にベルモントパーク競馬場に輸送することにした。現地での調整を行わない方法に疑問を呈する調教師もいたが、バファートはアメリカンファラオを「ハッピー」に保つことが重要だと考え、2001年には同様の方法でポイントギヴンにベルモントステークスを勝たせていた。6月6日のベルモントステークスは、8頭での競走となった。他の7頭のうち、5頭はプリークネスステークスを回避してケンタッキーダービーから直行、1頭は逆にプリークネスステークスのみに出走、もう1頭はピーターパンステークスを経由しての出走と、5週間で全てが行われ日程的に厳しいアメリカクラシック三冠競走に全て出走していたのはアメリカンファラオだけであった。レースでは、揃ったスタートからすぐにアメリカンファラオがリードをとり、最初のコーナーに向かっていく。第3コーナーから多くの馬は騎手が手綱を動かし始めるが、アメリカンファラオは持ったままで先頭を走り続ける。直線に入るとこれまでのレースと同様に差を広げていき、5馬身1/2差で優勝、1978年のアファームド以来、37年振り12頭目となるアメリカクラシック三冠馬となった。なお、ベルモントパーク競馬場で発売されたアメリカンファラオの単勝馬券は9万4128票であったが、競走の2日後の午後でも95%以上に当たる9万237票が換金されておらず、そのほとんどが記念馬券として保存または売買されていると考えられている。ベルモントステークスの翌朝には、バファートがベルモントパーク競馬場に報道関係者を招き入れ、約30人がアメリカンファラオと触れ合うことが出来た。
チャーチルダウンズ競馬場に戻ったアメリカンファラオは、6月13日に同競馬場でお披露目され、約3万人が駆け付けた。また、関係者にケンタッキーダービーの記念品と三冠のトロフィーも授与された。
8月2日、アメリカンファラオは、G1・ハスケルインビテーショナルステークス（ダート9ハロン）に出走。7頭立てとなったこの競走では、道中は他馬に先頭を譲り、2番手で追走する。しかし第3-4コーナーにかけて仕掛け先頭を奪うと、直線では騎手が持ったままで2着に2馬身1/4差をつけ勝利した。
次走には、サラトガ競馬場のトラヴァーズステークス（ダート10ハロン）が選ばれた。これはザヤットが望んだものであったが、バファートは、8月に2度目の出走となり、しかもいずれもアメリカ大陸を横断する遠征となるため、アメリカンファラオに対する負担を考慮して乗り気ではなかった。しかし調教は順調であったため、「トラヴァーズステークスに出走しない口実を探してみたが、見つからなかった」として出走を決めた。
この競走は10頭で行われた。特に暑い日ではなかったが、発走ゲートでアメリカンファラオに発汗が見られたことから、エスピノーザは不安を感じていた。レースでは、スタート直後からアメリカンファラオが先頭に立つが、道中は常にフロステッド（Frosted）が1馬身以内につけてプレッシャーをかける。最後の直線に入り何とかフロステッドを振り切るが、外から追い上げたキーンアイス（Keen Ice）に交わされ、3/4馬身差の2着に敗れた。この敗戦について、エスピノーザは「3週間の間に飛行機で往復したのが少し厳しかったかもしれない。アメリカンファラオは非常に気持ちよく走っていたが、いつもとは少し違った」とコメントした。ザヤットは敗戦直後にはアメリカンファラオの引退も口にしたが、5日後には「今回はアメリカンファラオがベストを出せない複合的な要因があったと思うが、再びベストの走りが出来る自信がある」として、ブリーダーズカップ・クラシックへの出走を表明した。
10月31日のブリーダーズカップ・クラシック（ダート10ハロン）には8頭が出走。その中でもアメリカンファラオは単勝1.7倍の1番人気に推される。レースではスタート直後から先頭に立ったアメリカンファラオは、道中は後続に1-2馬身差をつけて逃げる。3コーナーから動き始めると、直線では2着馬との差を広げ、6馬身半差で優勝、有終の美を飾った。勝ちタイムの2分0秒07は、従来のコースレコードを5秒以上更新するものであった。
以上の活躍を受け、2015年エクリプス賞の年度代表馬および最優秀3歳牡馬に満票で選出された。年度代表馬に満票で選出されたのは、1981年のジョンヘンリー以来2頭目である。また、バファートは最優秀調教師、ザヤットは最優秀馬主および最優秀生産者に選ばれた。一方、エスピノーザは最優秀騎手表彰で、ハビエル・カステリャーノに次ぐ2位であった。

### 記録
- アメリカンファラオは「アメリカクラシック三冠とブリーダーズカップ・クラシック」と定義されるグランドスラム[注 25]を史上初めて達成した[80][注 26]。
- アメリカンファラオは3歳時に828万8800ドルを稼いだが、これは当時のアメリカにおける単年の最多獲得賞金額であった[85][注 27][注 28]。生涯獲得賞金額の865万300ドル[2]は、引退時点では史上4位であった（2015年終了時点での1位はカーリンの1050万1800ドル[88]）[89]。
- レーシングポストレイティングは、1988年の発表以来のアメリカ調教馬最高となる138をアメリカンファラオに与えた（これまでの最高はゴーストザッパーとシガーの135）[90]。全世界の歴史上でもこれを上回ったのはフランケル（143）とドバイミレニアム（139）だけであり、138は他にダンシングブレーヴ、デイラミ、シーザスターズがランクされている[91]。
- ワールド・ベスト・レースホース・ランキングでは134で2015年の世界1位にランクされた[92]。

## 競走成績
| 出走日         | 競馬場             | 競走名                         | 格 | 距離   | 頭数 | 着順 | 騎手           | 着差         | タイム  | 1着（2着）馬      | 出典   |
| -------------- | ------------------ | ------------------------------ | -- | ------ | ---- | ---- | -------------- | ------------ | ------- | ----------------- | ------ |
| 2014年08月09日 | デルマー           | メイドン                       |    | AW6.5f | 9頭  | 5着  | M.ガルシア     | -            | -       | Om                | [ 25 ] |
| 2014年09月08日 | デルマー           | デルマーフューチュリティS      | G1 | AW7f   | 9頭  | 1着  | V.エスピノーザ | （4馬身3/4） | 1:21.48 | （Calculator）    | [ 27 ] |
| 2014年09月27日 | サンタアニタ       | フロントランナーS              | G1 | D8.5f  | 8頭  | 1着  | V.エスピノーザ | （3馬身1/4） | 1:41.95 | （Calculator）    | [ 29 ] |
| 2015年03月14日 | オークローンパーク | レベルS                        | G2 | D8.5f  | 7頭  | 1着  | V.エスピノーザ | （6馬身1/4） | 1:45.78 | （Madefromlucky） | [ 36 ] |
| 2015年04月11日 | オークローンパーク | アーカンソーダービー           | G1 | D9f    | 8頭  | 1着  | V.エスピノーザ | （8馬身）    | 1:48.52 | （Far Right）     | [ 37 ] |
| 2015年05月02日 | チャーチルダウンズ | ケンタッキーダービー           | G1 | D10f   | 18頭 | 1着  | V.エスピノーザ | （1馬身）    | 2:03.02 | （Firing Line）   | [ 41 ] |
| 2015年05月16日 | ピムリコ           | プリークネスS                  | G1 | D9.5f  | 8頭  | 1着  | V.エスピノーザ | （7馬身）    | 1:58.46 | （Tale Of Verve） | [ 49 ] |
| 2015年06月06日 | ベルモントパーク   | ベルモントS                    | G1 | D12f   | 8頭  | 1着  | V.エスピノーザ | （5馬身1/2） | 2:26.65 | （Frosted）       | [ 59 ] |
| 2015年08月02日 | モンマスパーク     | ハスケルインビテーショナルS    | G1 | D9f    | 7頭  | 1着  | V.エスピノーザ | （2馬身1/4） | 1:47.95 | （Keen Ice）      | [ 69 ] |
| 2015年08月29日 | サラトガ           | トラヴァーズS                  | G1 | D10f   | 10頭 | 2着  | V.エスピノーザ | 3/4馬身      | -       | Keen Ice          | [ 74 ] |
| 2015年10月31日 | キーンランド       | ブリーダーズカップ・クラシック | G1 | D10f   | 8頭  | 1着  | V.エスピノーザ | （6馬身1/2） | 2:00.07 | （Effinex）       | [ 79 ] |

## 引退後
- オークローンパーク競馬場にアメリカンファラオの銅像が建てられ、2018年1月11日に除幕式が行われた[95][注 30]。
- アメリカンファラオが2014年に勝利したフロントランナーステークスは、2018年にアメリカンファラオステークス（American Pharoah Stakes）に改称された[96]。
- 2021年のアメリカ競馬名誉の殿堂博物館の殿堂入り競走馬に選出された[97]。

## 種牡馬時代
ブリーダーズカップ・クラシックから2日経った11月2日、アメリカンファラオはキーンランド競馬場近郊のアッシュフォードスタッドに到着。種牡馬として、第二の馬生を送ることとなった。
初年度の種付け料は、20万ドルに設定された。これは、アメリカにおける初年度の種付け料としては2006年のゴーストザッパーに並ぶ史上最高額である。また2016年におけるこの額は、2014年と2015年のリーディングサイアーで2016年の種付け料が30万ドルのタピットに次いで、ウォーフロントと並ぶ全米で2番目の高額である。
2016年は208頭の牝馬を集め、そのうち55頭がG1優勝馬自身またはG1優勝馬の母であった。2017年1月3日に初仔が誕生。同年の11月に行われたファシグ・ティプトン・ノベンバーセールとキーンランド・ノベンバーセールで合計7頭の初年度産駒が取り引きされ、平均価格は約47万ドル、最高額は100万ドルであった。
2017年シーズンからはオーストラリアでもシャトル種牡馬として供用されている。
2019年4月13日、アイルランドのネース競馬場でエイダン・オブライエン厩舎に所属するモナークオブエジプトがライアン・ムーアを背に芝1000メートルのメイドン戦でデビューして先行抜け出しの競馬で勝利し、産駒の初出走初勝利を達成した。初年度産駒からはG1ブリーダーズカップ・ジュヴェナイルフィリーズターフ3着のスウィートメラニア、G2ブリーダーズカップ・ジュヴェナイルターフスプリントを優勝したフォーウィールドライブ、G3のデュボワ賞を制したフランスのメイヴィンなどを送り出し、2020年度の種付け料は17万5000ドルに設定された。
2020年10月10日、アメリカのキーンランド競馬場のクイーンエリザベス2世チャレンジカップステークスでウィリアム・モット厩舎に所属するハーベイズリルゴイルが叩き合いを制して勝利し、産駒のG1制覇を果たした。
その後の種付け料は2021年が10万ドル、2022年が8万ドル、2023年が6万ドル、2024年が5万ドルと低下している。アメリカ本国での種牡馬としての評価は下がりつつあるが、日本での産駒は好調である。

### 主な産駒
2017年産
- フォーウィールドライブ（Four Wheel Drive） - ブリーダーズカップ・ジュヴェナイルターフスプリント（米GII）、フューチュリティステークス（米GIII）
- Maven - デュボワ賞（仏G3）
- Pista - パークヒルフィリーズステークス（英G2）
- Sweet Melania - ジェサミンステークス（米GII）、ワンダーアゲインステークス（米GIII）、スワニーリヴァーステークス（米GIII）
- カフェファラオ - フェブラリーステークス2回、マイルチャンピオンシップ南部杯、ユニコーンステークス（日GIII）、シリウスステークス（日GIII）
- ダノンファラオ - ジャパンダートダービー、浦和記念（JpnII）、ダイオライト記念（JpnII）
- ハーヴェイズリルゴイル（Harvey's Lil Goil） - クイーンエリザベス2世チャレンジカップステークス、リグレットステークス（米GIII）、ビューゲイステークス（米GIII）
- Skygaze - メイプルリーフステークス（加GIII）
- アズタイムゴーズバイ（As Time Goes By） - ビホルダーマイルステークス、サンタマリアステークス（米GII）、サンタマルガリータステークス（米GII）、ラカナダステークス（米GIII）、バヤコアステークス（米GIII）
- アメリカンセオレム（American Theorem） - ビングクロスビーステークス、トリプルベンドステークス（米GII）

2018年産
- ヴァンゴッホ（Van Gogh） - クリテリウム・アンテルナシオナル

2019年産
- アバーヴザカーヴ（Above The Curve） - サンタラリ賞、ブランドフォードステークス（愛G2）
- マーケットセグメンテーション（Marketsegmentation） - ニューヨークステークス、ビューゲイステークス（米GIII）
- ペルアア - マリーンカップ（JpnIII）[113]

2020年産
- リフロケット（Riff Rocket） - ヴィクトリアダービー、ローズヒルギニー、オーストラリアンダービー、CSヘイズステークス（豪G3）

2021年産
- ゴールドラッシュグル（Goldrush Guru） - ヴィクトリアダービー

※太字はGI・JpnI競走

## 血統
| American Pharoahの血統                   | American Pharoahの血統                   | American Pharoahの血統 | （血統表の出典）    | （血統表の出典）   |
| 父系                                     | ファピアノ系                             | ファピアノ系           | ファピアノ系        | [ § 2 ]            |
| 父 Pioneerof the Nile（USA） 2006 黒鹿毛 | 父の父Empire Maker（USA） 2000 黒鹿毛    | Unbridled              | Fappiano            | Fappiano           |
| 父 Pioneerof the Nile（USA） 2006 黒鹿毛 | 父の父Empire Maker（USA） 2000 黒鹿毛    | Unbridled              | Gana Facil          |                    |
| 父 Pioneerof the Nile（USA） 2006 黒鹿毛 | 父の父Empire Maker（USA） 2000 黒鹿毛    | Toussaud               | El Gran Senor       | El Gran Senor      |
| 父 Pioneerof the Nile（USA） 2006 黒鹿毛 | 父の父Empire Maker（USA） 2000 黒鹿毛    | Toussaud               | Image of Reality    |                    |
| 父 Pioneerof the Nile（USA） 2006 黒鹿毛 | 父の母Star of Goshen（USA） 1994 鹿毛    | Lord At War            | General             | General            |
| 父 Pioneerof the Nile（USA） 2006 黒鹿毛 | 父の母Star of Goshen（USA） 1994 鹿毛    | Lord At War            | Luna de Miel        |                    |
| 父 Pioneerof the Nile（USA） 2006 黒鹿毛 | 父の母Star of Goshen（USA） 1994 鹿毛    | Castle Eight           | Key to the Kingdom  | Key to the Kingdom |
| 父 Pioneerof the Nile（USA） 2006 黒鹿毛 | 父の母Star of Goshen（USA） 1994 鹿毛    | Castle Eight           | Her Native          |                    |
| 母 Littleprincessemma（USA） 2006 栗毛   | 母の父Yankee Gentleman（USA） 1999 鹿毛  | Storm Cat              | Storm Bird          | Storm Bird         |
| 母 Littleprincessemma（USA） 2006 栗毛   | 母の父Yankee Gentleman（USA） 1999 鹿毛  | Storm Cat              | Terlingua           |                    |
| 母 Littleprincessemma（USA） 2006 栗毛   | 母の父Yankee Gentleman（USA） 1999 鹿毛  | Key Phrase             | Flying Paster       | Flying Paster      |
| 母 Littleprincessemma（USA） 2006 栗毛   | 母の父Yankee Gentleman（USA） 1999 鹿毛  | Key Phrase             | Sown                |                    |
| 母 Littleprincessemma（USA） 2006 栗毛   | 母の母Exclusive Rosette（USA） 1993 栗毛 | Ecliptical             | Exclusive Native    | Exclusive Native   |
| 母 Littleprincessemma（USA） 2006 栗毛   | 母の母Exclusive Rosette（USA） 1993 栗毛 | Ecliptical             | Minnetonka          |                    |
| 母 Littleprincessemma（USA） 2006 栗毛   | 母の母Exclusive Rosette（USA） 1993 栗毛 | Zetta Jet              | Tri Jet             | Tri Jet            |
| 母 Littleprincessemma（USA） 2006 栗毛   | 母の母Exclusive Rosette（USA） 1993 栗毛 | Zetta Jet              | Queen Zetta         |                    |
| 5代内の近親交配                          | Northern Dancer 5×5                      | Northern Dancer 5×5    | Northern Dancer 5×5 | [ § 3 ]            |
| 出典                                     | 1. 2. 3.                                 | 1. 2. 3.               | 1. 2. 3.            | 1. 2. 3.           |

- アメリカンファラオの活躍を受け、種牡馬入り直後の2010年には2万ドル[115]だった父・パイオニアオブザナイルの種付け料は、2015年には6万ドル、2016年には12万5000ドルに上昇した[116]。また、祖父・エンパイアメーカーは2011年から日本で種牡馬生活を送っていたが[117]、2016年からアメリカに戻ることになった[118][119]。
- 全妹アメリカンクレオパトラは2016年のデルマーデビュータントステークス(GI)で2着[120]。半妹チェイシングイエスタデイ（父タピット）は2018年のスターレットステークス(GI)勝ち馬[121]。